# 원자물리학

전자들과 원자핵을 고립계로써 연구하는 원자물리학(原子物理學)은 물리학의 한 범위이다. 원자물리학은 먼저 전자 배치와 이 배열이 변화하는 과정과 관련되어 있다. 달리 언급되어 있지 않다면, 원자가 이온을 포함한다고 생각해야 한다. 원자와 핵의 동의어로써 사용하기 때문에 원자물리학 용어는 보통 원자력과 원자 폭탄과 관련이 있다. 하지만 물리학자들은 원자물리학에서는 원자를 핵과 전자로 이루어진 계로써 다루고 핵 물리학에서는 원자핵 하나만 고려한다.

## 고립된 원자
오늘날 원자물리학에서는 우선적으로 원자를 고립된 상태에서 고려한다. 원자 모델은 핵 주위에 아마도 하나 또는 많은 전자로 둘러싸여진 채로 구성되어 있을 것이다. 대부분의 물리학은 동일함에도 불구하고 분자의 형태는 고려하지 않는다. 또한 응축된 물체로써 고체 상태에 있는 원자를 고려하지 않는다. 원자 입자들의 충돌 또는 광자에 의한 이온화 그리고 들뜬 상태와 같은 과정과 관련있다.
고립상태의 원자를 모델링 하는 것이 현실적이지 않게 보일지도 몰라도 만약 기체 상태 또는 플라즈마 상태의 원자를 생각한다면 원자-원자 간의 상호작용의 시간 척도는 일반적으로 생각되는 원자 과정에 비교하면 매우 커진다. 이렇기 때문에 각 원자가 각각이 고립된 것처럼 다룰 수 있다. 플라즈마 물리학과 대기 물리학 모두가 아주 큰 숫자의 원자와 관련되어 있음에도 불구하고 원자물리학은 이 둘의 기반 이론을 제공한다.

## 전자 배치
전자들은 개념상의 전자껍질을 형성한다. 핵 주위에 광자 에너지의 흡수, 자기장 또는 충돌하는 입자 간의 상호작용으로 전자껍질들은 자연적으로 바닥상태에 있지만 들뜬 상태가 될 수도 있다.
전자껍질을 구성하는 전자들은 속박 상태에 있다. 전자를 그 껍질에서 벗어나게 하는 데는 에너지가 필요하다. 이 에너지는 결합 에너지라고 불린다. 결합 에너지를 초과하여 전자에 의해 흡수되는 에너지는 에너지 보존 법칙에 따라 운동 에너지로 변환된다. 말하자면 원자가 이온화 과정을 겪는 것이다.
전자가 결합 에너지보다 적은 양의 에너지를 흡수할 때 전자는 들뜬 상가 된다. 통계적으로 충분한 시간이 지난 후에, 들뜬 상태의 전자는 더 낮은 상태로 전이한다. 두 에너지 준위의 변화는 에너지 보존 법칙을 따라야만 한다. 중성 원자의 계는 에너지 차이만큼의 광자를 방출한다. 하지만 만약 들뜬 상태의 원자가 이전에 이온화되었다면 특히 안쪽 껍질 전자 중 하나가 제거되었다면 오제 효과로 알려진 현상이 에너지를 받는 한 속박 전자에서 일어난다. 그리고 그 전자를 연속체로 만든다. 이 현상은 한 광자로 한 원자를 여러 번 이온화 할 수 있게 해준다.
빛에 의한 들뜸에 의한 전자 배치에는 꽤 엄격한 선택 규칙이 존재한다. 하지만 충돌 과정에서의 들뜸에서는 그러한 규칙이 존재하지 않는다.

## 역사와 발전
원자학의 대부분은 이론적인 부분과 실험적인 부분으로 나뉠 수 있다. 그리고 원자 물리학도 예외는 아니다. 실험에 의해서 확인될 수도 있고 되지 않을 수도 있는 예측에서 나오는 이론적인 설명으로 실험적인 관찰을 일반적으로 설명할 수 있지만 항상 그런 것은 아니다. 물론 현재 기술의 상태로는 실험적 그리고 이론적으로 이루어질 수 있는 것에 대해 언제든지 한계가 있을 수도 있다. 이 때문에 정리되는데 상당한 시간이 걸릴 수도 있다.
원자물리학으로의 가장 빠른 단계 중 하나는 물질들이 원소의 기본 단위의 현대적 의미인 ‘원자’ 들로 이루어져 있다는 인식이다. 이 이론은 영국의 화학자이자 물리학자인 존 돌턴에 의해서 발전되었다. 18세기에 이 단계에서 성질에 의해서 원자가 설명되고 주기율표에서 분류될 수 있음에도 불구하고 원자가 무엇인지는 명확하지 않았다.
원자물리학은 선 스펙트럼의 발견과 프라운호퍼에 의해 잘 알려진 이 현상을 설명하기 위한 시도에서 시작되었다. 이 선의 연구 도중 보어 원자 모형과 양자 역학이 탄생을 했다. 원자 스펙트럼을 설명하기 위한 시도에서 물질의 완전히 새로운 수학적 모델이 나타나게 되었다. 원자와 전자껍질이 고려되는 한 이것은 더 나은 전체적인 설명을 할 뿐만 아니라 또한 새로운 이론적 기반을 제공했다.
제2차 세계 대전 때문에 이론적이고 실험적인 연구는 급속도로 발전했다. 이는 컴퓨터 기술의 발전 때문이다. 이 때문에 더 크고 더 많은 정교한 원자 구조의 모델과 연관된 충돌 과정이 설명 가능해졌다. 이와 비슷하게 가속기, 탐지기, 전기장 생성, 그리고 레이저에서의 기술 발전은 실험적 연구를 크게 도왔다.

## 같이 보기
- 입자물리학
- 원자주의

## 참고 문헌
- Bransden, BH; Joachain, CJ (2002). 《Physics of Atoms and Molecules》 2판. Prentice Hall. ISBN 0-582-35692-X.
- Foot, CJ (2004). 《Atomic Physics》. Oxford University Press. ISBN 0-19-850696-1.
- Herzberg, Gerhard (1979) [1945]. 《Atomic Spectra and Atomic Structure》. New York: Dover. ISBN 0-486-60115-3.
- Condon, E.U. and Shortley, G.H. (1935). 《The Theory of Atomic Spectra》. Cambridge University Press. ISBN 0-521-09209-4.
- Cowan, Robert D. (1981). 《The Theory of Atomic Structure and Spectra》. University of California Press. ISBN 0-520-03821-5.
- Lindgren, I. and Morrison, J. (1986). 《Atomic Many-Body Theory》 Seco판. Springer-Verlag. ISBN 0-387-16649-1.